# Augusto Barcia Trelles
Augusto Barcía Trelles (Vegadeo, 5 marzo 1881 – Buenos Aires, 19 giugno 1961) è stato un politico spagnolo.
È stato presidente ad interim del Consiglio dei ministri spagnolo dal 10 maggio al 13 maggio 1936 e ministro di Stato (ministro degli esteri) dal 19 febbraio al 4 settembre 1936, fu pure ministro dell'interno "ad interim" il 18 e il 19 luglio 1936, all'inizio della guerra civile spagnola.
Dopo la vittoria del franchismo, andò in esilio in Argentina, dove, come molti altri massoni esiliati antifascisti spagnoli, fu membro del Grande Oriente Federale Argentino. 
Massone, iniziato nel 1910 nella loggia di Madrid "Iberica", col nome simbolico di "Lassalle", nel 1921 fu eletto gran maestro del Grande Oriente Spagnolo, e poi di nuovo nel 1935 ma dette le dimissioni poco dopo, e fu Sovrano Gran Commendatore del Supremo Consiglio per la Spagna del Rito scozzese antico ed accettato  dal 1928 al 1933. Il primo marzo 1940 il regime franchista promulgò una legge sulla repressione della massoneria e del comunismo  e nel 1941 il tribunale speciale istituito per applicarla lo condannò a 30 anni di reclusione.